# Aesthetic Plastic Surgery
Aesthetic Plastic Surgery (укр. Естетична пластична хірургія) — двомісячний рецензований медичний журнал, що охоплює всі аспекти естетичної пластичної хірургії. Він був заснований у 1976 році і видається компанією Springer Science + Business Media від імені Міжнародного товариства естетичної пластичної хірургії. Це офіційний журнал Європейської асоціації товариств естетичної пластичної хірургії та Sociedade Brasileira de Cirurgia Plastica. Головний редактор — Генрі М. Спінеллі.

## Рецензування та індексація
Журнал рецензується та індексується у Science Citation Index, PubMed/MEDLINE, Scopus, EMBASE, Academic OneFile, Current Contents/Clinical Medicine та INIS Atomindex. Згідно зі Journal Citation Reports, журнал мав коефіцієнт впливовості 1,264 на 2012 рік.